# Kruis van de KNBV voor langdurige brandweerdienst
Het Kruis van de KNBV voor langdurige brandweerdienst werd in 1952 ingesteld door de Koninklijke Nederlandse Brandweer Vereniging. Het was een particuliere onderscheiding voor langdurige dienst. Het kruis werd door de Minister van Binnenlandse Zaken erkend. De Minister van Defensie erkent de onderscheidingen van de brandweer niet. 
In 1967 werd dit voor brandweerlieden beneden de rang van commandant bestemde kruis vervangen door het in dat jaar ingestelde Kruis voor langdurige brandweerdienst van de KNBV en de NVBC.
Er is ook sprake van een Medaille van de KNBV voor langdurige brandweerdienst
Beiden werden gedragen aan een rood lint met in het midden twee gele verticale strepen.

## Draagwijze
Voor de brandweeronderscheidingen bestaan weinig regels. Het Ministerie van Defensie noemt ze niet in de limitatieve en officieel voorgeschreven Voorschrift Militair Tenue wat betekent dat men de modelversierselen en batons geen van allen op militaire uniformen mag worden gedragen. Op politie-uniformen draagt men de brandweeronderscheidingen wél. Daar is weinig of niets geregeld. Brandweerlieden dragen op hun uniformen soms batons of modelversierselen.
In de voor burgers bestemde Draagvolgorde van de Nederlandse onderscheidingen zoals die door de Kanselier der Nederlandse Orden werd uitgegeven worden de brandweeronderscheidingen niet genoemd.